# Kevin Cheveldayoff

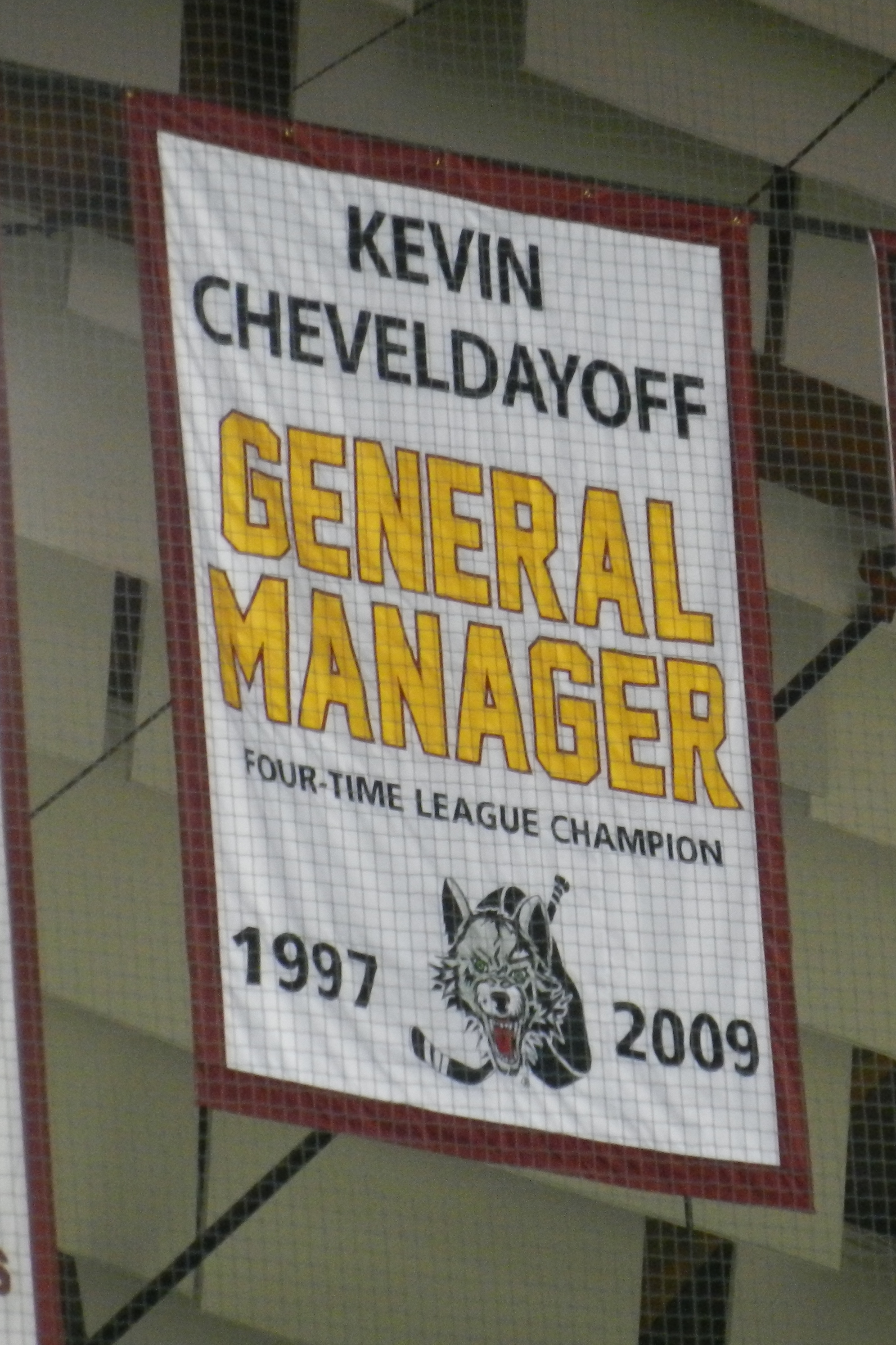
Chicago Wolves-fana åt Cheveldayoffs ära.

Kevin Cheveldayoff, född 4 februari 1970 i Saskatoon, är en kanadensisk pensionerad ishockeyback som arbetar som general manager för Winnipeg Jets i NHL.

## Karriär
Kevin Cheveldayoff lyckades aldrig ta sig till NHL som spelare utan spelade i de lägre ligorna tills en knäskada satte stopp för fortsatt spel. Efter det snöpliga slutet på sin spelarkarriär fick han anställning hos Utah Grizzlies i IHL som assisterande tränare till lagets huvudtränare Butch Goring. Samma år vann laget Turner Cup, IHL:s pokal för det segrande laget i ligans slutspel.
1997 valde Cheveldayoff att prova på något nytt och när Chicago Wolves, som då spelade i IHL, erbjöd honom general manager-jobbet så nappade han på det. Under hans styre så vann organisationen två Turner Cup och när Wolves anslöts till AHL så vann laget Calder Cup på första försöket. Det blev en andra Calder Cup för laget säsongen 2007–08.
Medlemsorganisationerna i NHL började få upp ögonen för Cheveldayoff och han erbjöds ett kontrakt av Chicago Blackhawks att agera assisterande general manager åt Stan Bowman. Samma år som han anslöt till Blackhawks så vann de Stanley Cup.
Den 8 juni 2011 blev det offentligt att Cheveldayoff hade skrivit på ett kontrakt med Winnipeg Jets om att agera som deras nya general manager.

## Statistik
Källa: 

### Klubbkarriär
| 1986–87    | Brandon Wheat Kings        | WHL        | 70  | 0  | 16 | 16 | 259 | —  | — | — | — | —  |
| 1987–88    | Brandon Wheat Kings        | WHL        | 71  | 3  | 29 | 32 | 265 | 4  | 0 | 2 | 2 | 20 |
| 1988–89    | Brandon Wheat Kings        | WHL        | 40  | 4  | 12 | 16 | 135 | —  | — | — | — | —  |
| 1989–90    | Brandon Wheat Kings        | WHL        | 33  | 5  | 12 | 17 | 56  | 5  | 0 | 3 | 3 | 8  |
| 1989–90    | Springfield Indians        | AHL        | 4   | 0  | 0  | 0  | 0   | —  | — | — | — | —  |
| 1990–91    | Capital District Islanders | AHL        | 76  | 0  | 14 | 14 | 203 | —  | — | — | — | —  |
| 1991–92    | Capital District Islanders | AHL        | 44  | 0  | 4  | 4  | 110 | 7  | 0 | 0 | 0 | 22 |
| 1992–93    | Capital District Islanders | AHL        | 79  | 3  | 8  | 11 | 113 | 4  | 0 | 1 | 1 | 8  |
| 1993–94    | Salt Lake Golden Eagles    | IHL        | 73  | 0  | 4  | 4  | 216 | —  | — | — | — | —  |
| WHL totalt | WHL totalt                 | WHL totalt | 214 | 12 | 69 | 81 | 715 | 4  | 0 | 2 | 2 | 20 |
| AHL totalt | AHL totalt                 | AHL totalt | 203 | 3  | 26 | 29 | 426 | 13 | 0 | 1 | 1 | 30 |
| IHL totalt | IHL totalt                 | IHL totalt | 73  | 0  | 4  | 4  | 216 | —  | — | — | — | —  |